# 子どもと家族の心と健康
「子どもと家族の心と健康」調査委員会の調査とは1998年に行われた日本における児童性的虐待の全国的な実態調査である。この調査報告はデータ処理のやり方によって発生率が異なるため、多くの報告で参考にされるもののデータがネット上で錯綜している。
対象者となったのは、女性5000人、男性2000人であり、18歳以上39歳以下に設定され、回答が得られたのは女性1282名、男性299名であり、この回答者のうち、39.4%の女性、10.0%の男性が18歳までに性的虐待を受けていたとされ、小学校卒業までに性的虐待を受けたのが女性回答者の15.6%、男性回答者の5.7%であった。